# 三機一泵
三機一泵分別指柴油機、拖拉機、電動機及水泵等機械，是中國文革期間高中科學教育的教學內容之一。由於文革期間社會人士對實用主義的重視，教學的理念偏重實踐性質，教育界遂把當時普遍應用於工業及農業的機械技術納入於理科課程之中，為當時的知識青年畢業後下鄉打好基礎。